# Бродський Савва Григорович
Бро́дський Са́вва Григо́рович (рос. Бродский Савва Григорьевич; 29 січня 1923, Гомель, Білорусь — 1982, Москва) — радянський графік. Починав як архітектор, скульптор, сценограф в театрі.

## Біографія і архітектурні твори

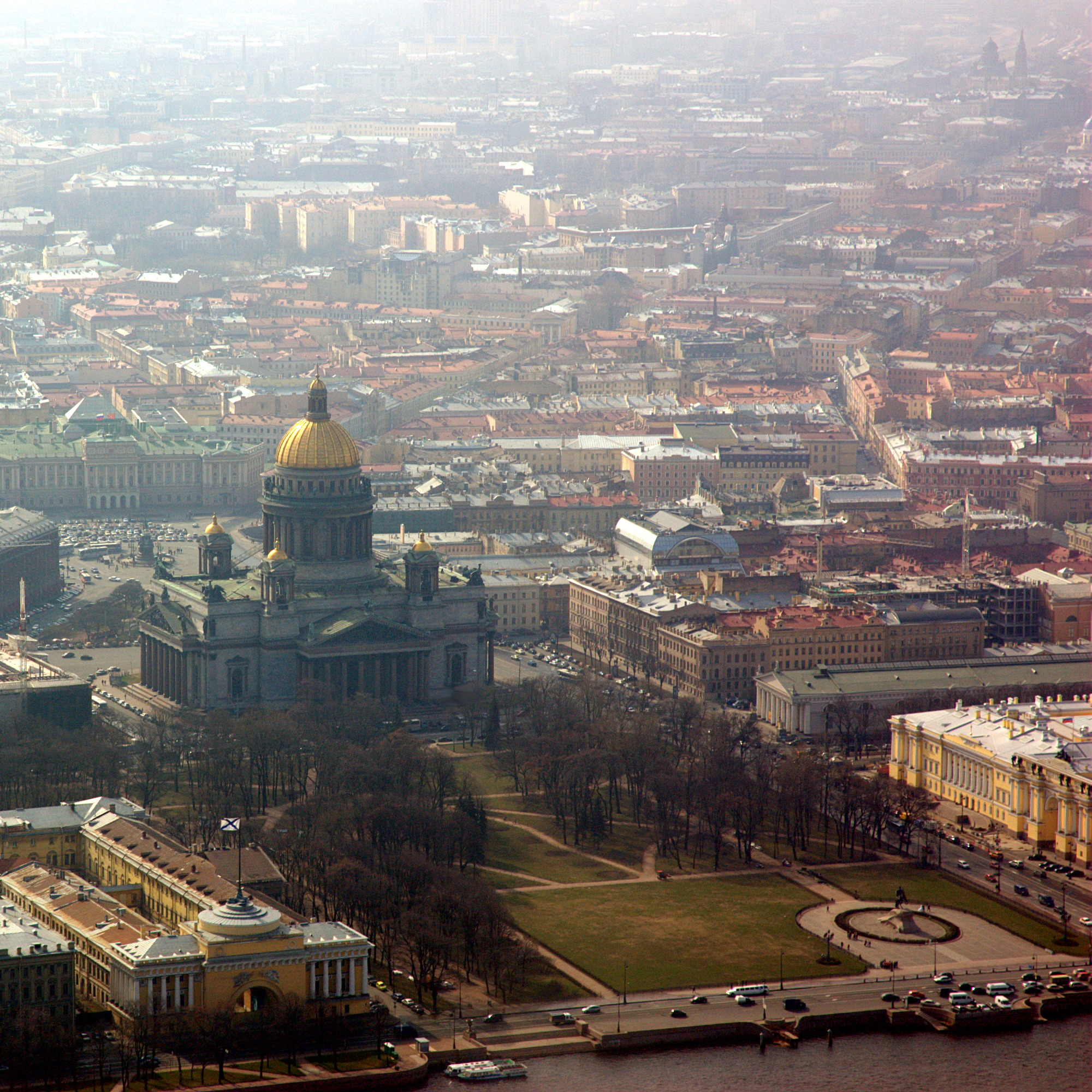
Ленінград

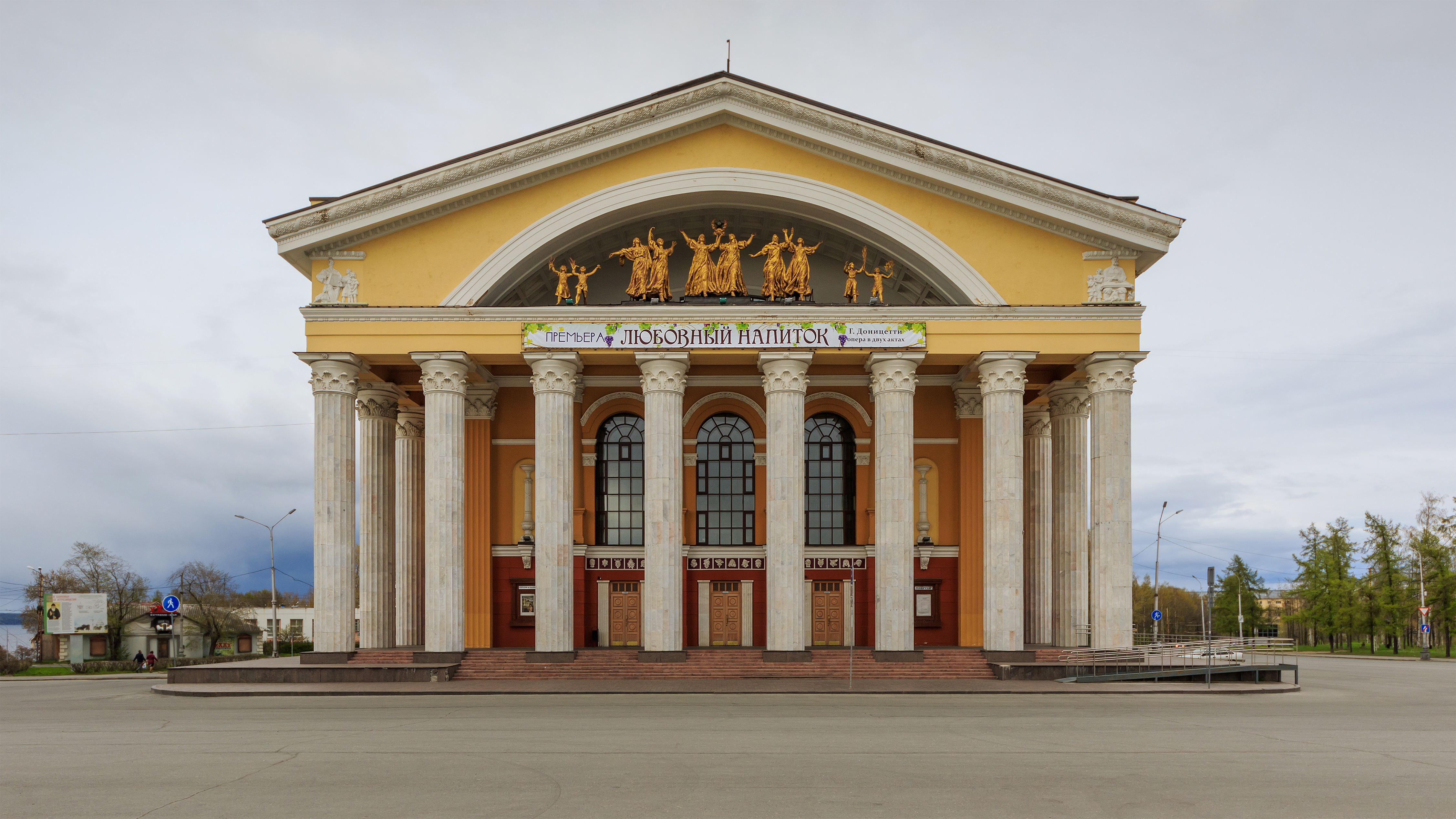
Петрозаводськ. Музичний театр

Народився 1923 року в Білорусі в місті Гомель. Того ж року батьки переїхали до Ленінграду.
1938–1941 рр. — навчання в Ленінграді в середній художній школі, де отримав добрі знання в мистецтві і навички малюнку і живопису.
1944–1949 рр. — навчання в Московському архітектурному інституті.
1950–1955 рр. — проектування і будівництво Республіканського музично-драматичного театру в місті Петрозаводськ.Розробив проекти інтер'єрів цього театру і виконав скульптурні оздоби над порталами театру. Інші скульптури виконав уславлений майстер Коньонков С. Т., якого для співпраці запросив сам архітектор. Деякий час працював сценографом у цьому самому театрі, де розробив декорації для балету Цезаря Пуні «Есмеральда» і до музичної комедії Лістова К. Я. «Живи, наш ліс».
1959 р. — будівництво Фінно-угорського драматичного театру в Петрозаводську і Лялькового театру в тому ж місті.
1968–1970 рр. Серед найвдаліших архітектурних робіт Бродського — архітектора створення будинку-музею письменника Олександра Гріна в місті Феодосія. Невеличкий за розмірами музей набув завдяки художнику і архітектору романтики моря, романтики неіснуючих, фантастичних портів екзотичних країн. Дешеві матеріали оздоблення (морські канати, макет неіснуючого давнього західноєвропейського порту) не плюндрували світлі образи письменника Гріна, а наблизили їх до суворих реалій, об які розбилися фантазії самого письменника, що не зміг стати моряком.
1961 р. — початок систематичної праці в галузі книжнкової ілюстрації. Бродського запросили до співпраці в відомому часописі СРСР — журналу «Огоньок».
1975 р.-отримав від Уряду СРСР звання заслуженого діяча мистецтв Російської федерації.
1975 р. — на міжнародній виставці «Книга — 75» в Москві отримав медаль «Золота гілка дружби» за ілюстрації до книги М.Сервантеса «Дон Кіхот».
1976 р. — в подяку за талановиту художню інтерпретацію роману Сервантеса «Дон Кіхот» обраний академіком-кореспондентом Іспанської королівської академії красних мистецтв Сан-Фернандо в Мадриді. Відвідав Мадрид, де мав шалений успіх як художник книги.
20 листопада 1982 р. — смерть в Москві.

## Театральний пафос
Небезпечна і неприємна радянська реальність спонукала багатьох до втечі від сірої, спустошливої буденності. Одні пиячили, інші занурювались в читання, кіно, городяни мали змогу тішитися театром, якщо він був. Навіть в'язні радянського концтабору на Соловках створили там театр
Захоплення театром мав і Бродський. Сцена, декорації, вистави приваблювали його і як митця, і як пошуковця іншої, нерадянської реальності. В книжкових ілюстраціях Бродського до пьєс Шекспіра (« Ромео і Джульєта», «Гамлет»)театральні впливи відчуваються постійно. Аркуш розглядається як театральна сцена з лаштунками, де персонажі відтворюють водночас і пьєсу, і реальне життя. Персонажі розставлені як в мізансцені, майже ніхто не стоїть спиною, а декілька речей на сцені набувають символічного значення (лицарські обладунки і суворі парадні портрети королів в «Гамлеті», герби родин Монтеккі і Капулєтті, навіть широкі парадні сходинки, що притаманні Італії доби Ренесансу і бароко, італійський надгробок тощо). Ці ілюстрації до книги по театральному привабливі, піднесені і красиві.
Важко виділити якісь п'ять, такі вони якісні і значущі. Аркуш «Офелія у профіль» вражає знанням костюму доби Тюдор, парадні портрети королів наче мальовані Антонісом Мором чи Хуаном Пантохою де ла Крус, а кам'яні вершники скопійовані зі справжніх середньовічних, що стоять в місті Верона. Ерудиція Бродського-художника  вражала.
Театральний пафос радянського театру був перенесений і на інші ілюстрації Бродського (« Залізний потік » А.Серафімовича, до книги Б.Франка «Сервантес»). Театральність, використання особливого, феєричного освітлення взагалі притаманно багатьом творам художника, надало їм значущості, а деяим просто рис апофеозу (аркуші до «Жану Крістофу» з дощем із нот, каяття дон Кіхота, Сервантес у в'язниці).

## Джованьолі. «Спартак»
В СРСР пройшло своєрідне обожнення ватажка повсталих рабів Давнього Риму Спартака. Назва футбольного клубу і всесвітньо відомого балету Арама Хачатуряна — свідоцтва тому.
Слабенька за якостями книга італійця Рафаело Джованьйолі теж набула популярності. Ілюстрацції до неї робив і Бродський. Це той випадок, коли слабенку літературу рятує потужний талант художника-ілюстратора. Бродський наче малював щось монументальне, фреску 200 на 500 метрів чи епопею.
Значущим був навіть вибір колоьорів. Їх три, червоний і чорний на білому тлі папіру. Це давнє сполучення в гравюрі. У Бродського червоне і чорне набуло значення трагедії, неминучої катастрофи, події, що обов'язково закінчиться смертю. Навіть мирна сцена побудови дерев'яних кораблів для рабів тривожна і пессимістична. Навіть сцена прощання Спартака з коханою віщує небезпеку. Вісником насилля і майбутніх вбивств постає Сулла в криваво-червоній мантії. «Баталія» легіонів імператора і повсталих рабів наче зійшла з давньоримських рельєфів і наче залита кров'ю.
Ілюстраціям С.Бродського до «Спартака» притаманна і станковість, як картинам чи видатним зразкам гравюри. Вони і стали видатними зразками гравюри 20 століття і світу.

## Дон Кіхот Сервантеса, Доре і Бродського
«Дон Кіхот» — улюблена книга художника. Він писав: " Дон Кіхот "запав мені в серце з дитинства. Спочатку я милувався ілюстраціями Доре, потім почав читати. Мені було по справжньому жаль цього худорлявого, недоладного лицаря з чистою і шляхетною душею. І николи не було смішно взнати про його витівки ".

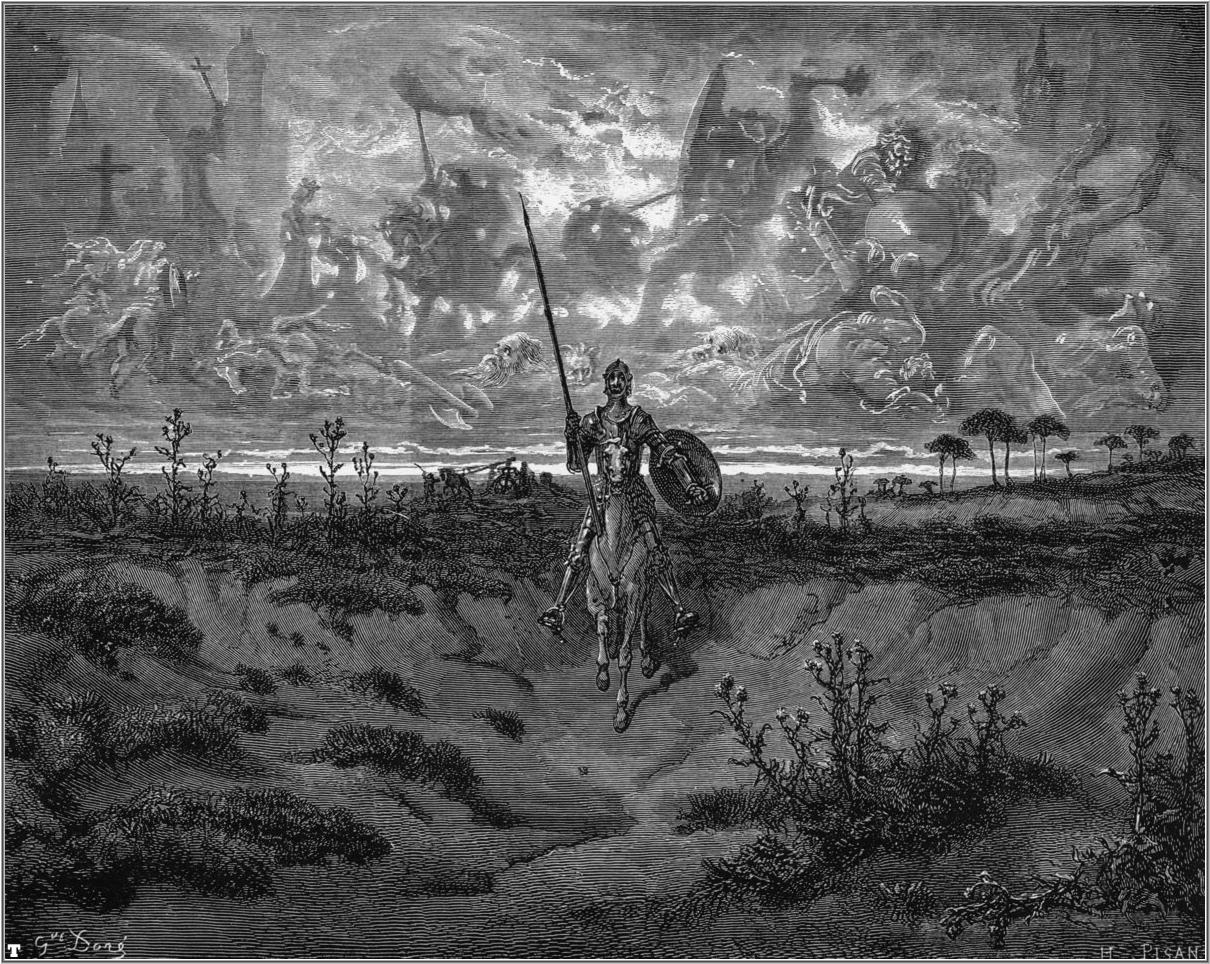
Г.Доре «Напередодні подвигів»
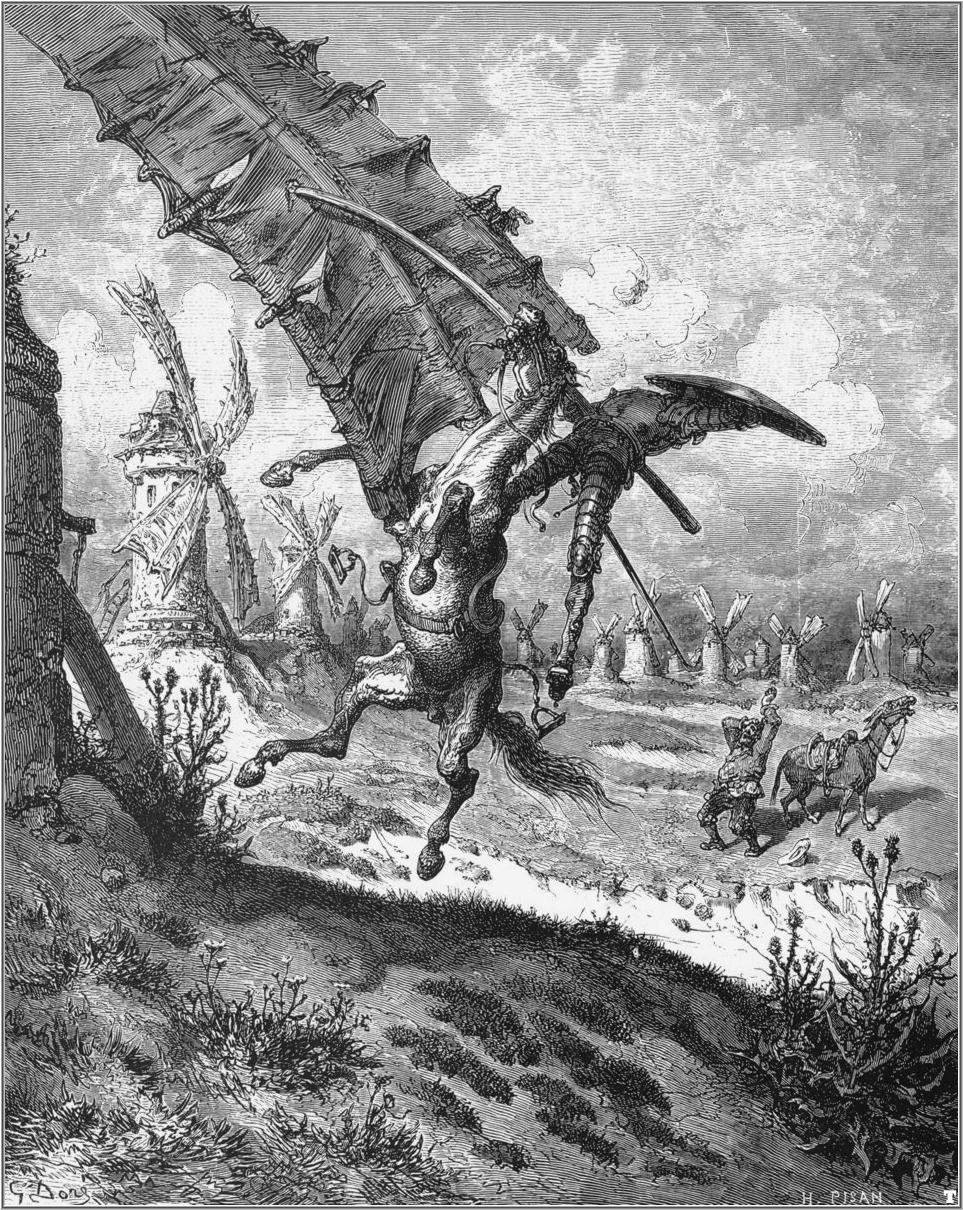
Г.Доре. «Дон Кіхот б'ється з вітряками»
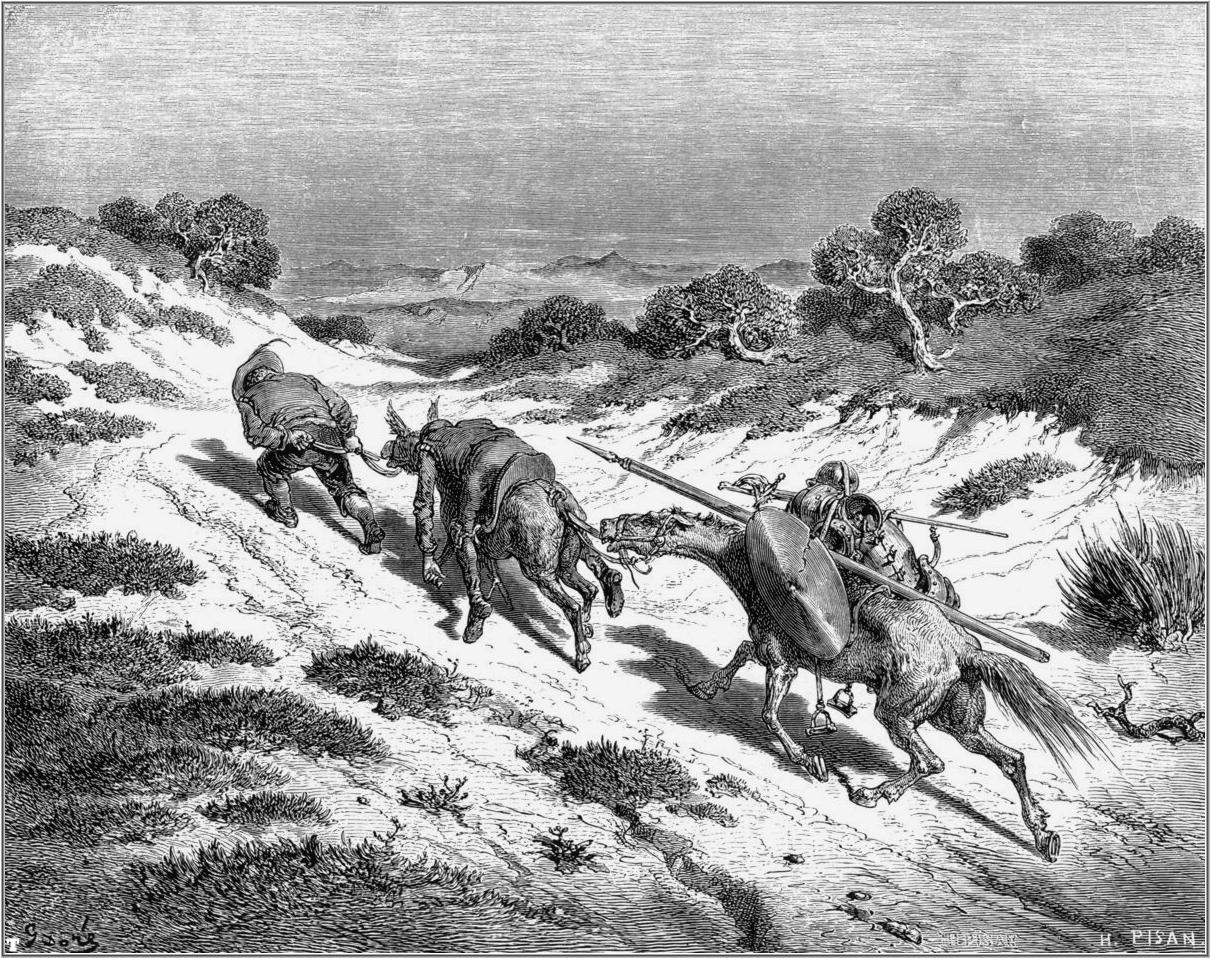
Г.Доре « Жалюгідне повернення»

Учнівські спроби зробити ілюстрації до книги Савва створив ще в шкільні роки.
Офіційно він працював над світлинами у 1969–1973 роках — і майже все своє життя. Було зроблено тисячі ескізів і замальовок. До книги відібрали лише сорок одну. Видання стало сенсацією.

## Предмети колекціонування
Є різні предмети колекціонування — пляшки від вина, цеглини, порцеляна, платівки, гравюри, палаци, цвяхи, автографи.
Книги з ілюстраціями художника Савви Бродського ще за життя митця стали предметами колекціонування.

## Перелік письменників, книги яких ілюстрував Бродський
- Шекспір
- Сервантес
- В. Гюго
- С. Цвейг
- М. Островський
- Т. Драйзер
- Р. Стівенсон
- О. Грін
- Р. Джованьолі
- Є. Войніч
- Г. Ібсен
- М. Гоголь
- Гі де Мопассан
- Р. Роллан
- П. Алларкон
- П. Меріме
- Г. Флобер
- А. Серафімович
- Б. Васильєв